# Octarthria aberrans
Octarthria aberrans är en tvåvingeart som först beskrevs av Ignaz Rudolph Schiner 1868.  Octarthria aberrans ingår i släktet Octarthria och familjen vapenflugor. Inga underarter finns listade i Catalogue of Life.